# Cyber Sunday (2007)
Cyber Sunday (2007) foi um evento pay-per-view de wrestling profissional, realizado pela World Wrestling Entertainment, ocorreu no dia 28 de outubro no Verizon Center na cidade de Washington D.C. Esta foi a quarta edição da cronologia do Cyber Sunday.

## Antes do evento
Cyber Sunday teve lutas de wrestling profissional de diferentes lutadores com rivalidades e histórias pré-determinadas que se desenvolveram no Raw, ECW e SmackDown — programas de televisão da WWE. Os lutadores interpretaram um vilão ou um mocinho seguindo uma série de eventos para gerar tensão, culminando em várias lutas. Os combates foram inteiramente decididos por votação dos fãs pelo website da WWE.

## Resultados
| #                              | Lutas                                                       | Estipulação                                                                                  | Tempo        |
| ------------------------------ | ----------------------------------------------------------- | -------------------------------------------------------------------------------------------- | ------------ |
| Dark                           | Jesse e Festus derrotaram Deuce 'n Domino (com Cherry)      | Luta de duplas                                                                               | Desconhecido |
| 1                              | Rey Mysterio derrotou Finlay                                | Luta de maca                                                                                 | 09:41        |
| 2                              | CM Punk (c) derrotou The Miz                                | Luta individual pelo ECW Championship                                                        | 08:48        |
| 3                              | Mr. Kennedy derrotou Jeff Hardy                             | Luta individual                                                                              | 09:05        |
| 4                              | Kane derrotou Montel Vontavious Porter (c) por contagem     | Luta individual pelo United States Championship                                              | 06:38        |
| 5                              | Shawn Michaels derrotou Randy Orton (c) por desqualificação | Luta individual pelo WWE Championship                                                        | 15:53        |
| 6                              | Triple H derrotou Umaga                                     | Street Fight                                                                                 | 17:21        |
| 7                              | Batista (c) derrotou The Undertaker                         | Luta individual pelo World Heavyweight Championship com Stone Cold Steve Austin como árbitro | 17:22        |
| (c) – Campeão(s) antes da luta |                                                             |                                                                                              |              |

### Resultados das votações
| Enquete                                         | Resultado                                                                                         | Resultado                                                                                         |
| ----------------------------------------------- | ------------------------------------------------------------------------------------------------- | ------------------------------------------------------------------------------------------------- |
| Estipulação para Rey Mysterio versus Finlay     | - Luta de maca (40%) - Luta sem desqualificação (36%) - Luta com um shillelagh em um mastro (24%) | - Luta de maca (40%) - Luta sem desqualificação (36%) - Luta com um shillelagh em um mastro (24%) |
| Oponente de CM Punk                             | - The Miz (39%) - John Morrison (33%) - Big Daddy V (28%)                                         | - The Miz (39%) - John Morrison (33%) - Big Daddy V (28%)                                         |
| Oponente para Montel Vontavious Porter          | - Kane (67%) - The Great Khali (24%) - Mark Henry (9%)                                            | - Kane (67%) - The Great Khali (24%) - Mark Henry (9%)                                            |
| Oponente para Randy Orton                       | - Shawn Michaels (59%) - Jeff Hardy (31%) - Mr. Kennedy (10%)                                     | - Shawn Michaels (59%) - Jeff Hardy (31%) - Mr. Kennedy (10%)                                     |
| Estipulação para Triple H versus Umaga          | - Street Fight (57%) - Luta Steel Cage (26%) - Luta First Blood (17%)                             | - Street Fight (57%) - Luta Steel Cage (26%) - Luta First Blood (17%)                             |
| Vencedora do Concurso de Fantasias do Halloween | - Mickie James (21%) - Kelly Kelly (17%) - Torrie Wilson (15%) - Melina (12%) - Maria (12%)       | - Layla (7%) - Jillian Hall (5%) - Victoria (4%) - Brooke (4%) - Michelle McCool (3%)             |
| Árbitro para Batista versus The Undertaker      | - Steve Austin (79%) - Mick Foley (11%) - John "Bradshaw" Layfield (10%)                          | - Steve Austin (79%) - Mick Foley (11%) - John "Bradshaw" Layfield (10%)                          |